# Milas

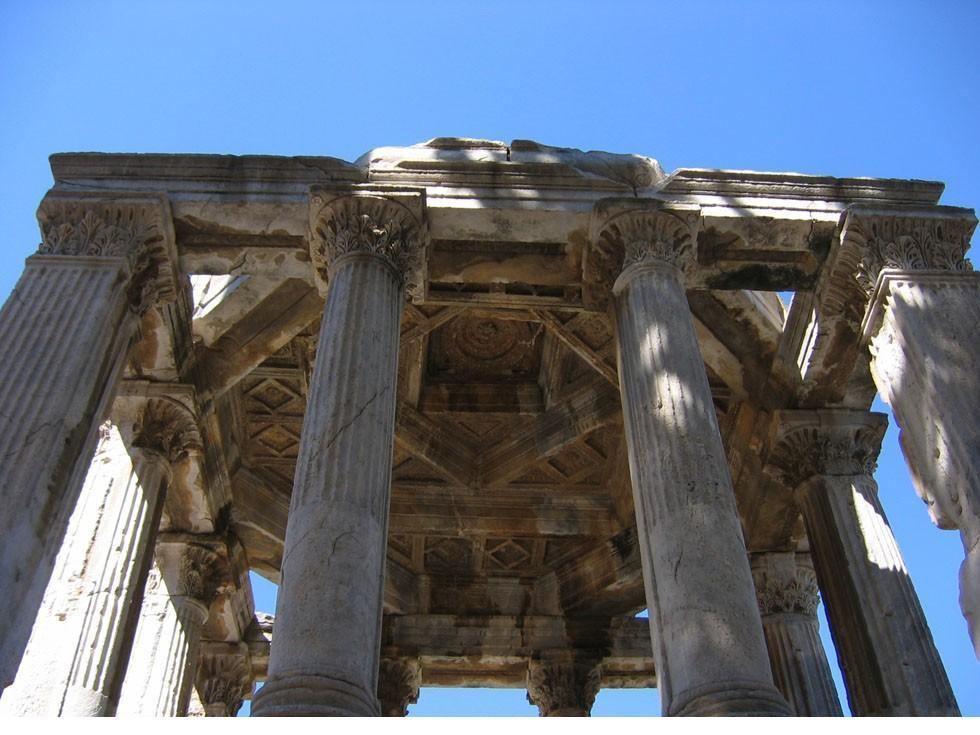
Monumentul mormântului cu camere Gümüşkesen din Milas, construit în perioada romană a orașului și modelat după Mausoleul lui Mausolus

Milas (în greacă Μύλασα, transliterat: Mylasa) este un oraș antic și reședința districtului cu același nume din provincia Muğla din sud-vestul Turciei. Orașul deține o regiune cu o economie activă și foarte bogată în istorie și vestigii antice, teritoriul Milas conținând douăzeci și șapte de situri arheologice remarcabile. Orașul a fost prima capitală a anticei Caria și a beilicului anatolian din Menteșe în epoca medievală. Mausoleul lui Hecatomnus din apropiere este clasificat ca un sit provisional al Patrimoniului Mondial UNESCO.

## Personalități născute aici
- Keremcem Dürük (n. 1977), cântăreț, actor.